# Secret Agent Man
- 秘密諜報員 > Secret Agent Man
- ジャニーズ関連企画ユニット > Secret Agent
  - Secret Agent > 東山紀之 > Secret Agent Man
  - Secret Agent > 錦戸亮 > Secret Agent Man

『Secret Agent Man』（シークレット エージェント マン）は、Secret Agentの楽曲。2000年2月23日にソニーレコードから1枚目のシングルとして発売された。2021年からは、同ユニットに参加した錦戸亮がソロ活動のライブでも披露している。

## 概要
- ジャニーズ事務所内の期間限定企画ユニット『Secret Agent』の1stシングルとして発売された[1][2][3]。
- 本曲は、1960年代に世界的にヒットした、ジョニー・リヴァース（英語版）の「秘密諜報員」のカバーであり、日本語訳詞を松井五郎が担当している[1]。
- 本曲は、日本テレビ系水曜ドラマ『平成夫婦茶碗～ドケチの花道～』の主題歌である[1][2][3]。
- 同ドラマで主演を務めた東山紀之（少年隊）や、関ジャニ∞やNEWSを結成する前の錦戸亮らが参加している[8][4][5]。
- 東山と錦戸は、2000年に上演された舞台『PLAYZONE 2000 "THEME PARK"』で共演し、本曲をデュエットした[9]。
- 同ユニットのボーカルとして参加した錦戸は、ジャニーズ事務所を退所後のソロ活動のライブでも、本曲を歌唱しており[6][7]、2022年9月21日に発売されたライブBlu-ray/DVD『錦戸亮 LIVE 2021 "SHABBY"』にて、錦戸のソロ曲として映像化された[10]。

## 販売形態
- 発売日：2000年2月23日
  - 通常盤（SRCL-4786：CD）

## 収録曲
1. Secret Agent Man - [3:14]
作詞・作曲：Steve Barri, Philip Sloan
日本語詞：松井五郎
編曲：白井良明
  - 日本テレビ系水曜ドラマ『平成夫婦茶碗～ドケチの花道～』主題歌[1][2][3]
2. Secret Agent Man (Deluxe 2000 Mix) - [3:32]
3. Secret Agent Man (Original Karaoke) - [3:14]

## 収録作品
※本曲に参加したアーティストの関連作品のみ。

### 映像作品

#### ライブ映像
錦戸亮
- 4thライブBlu-ray/DVD『錦戸亮 LIVE 2021 "SHABBY"』

※特別仕様盤の特典Blu-ray/DVDにも収録。
※通常盤の特典CDにはライブ音源を収録。
- 3rdアルバム『Nocturnal』(特別仕様LIVE盤 特典Blu-ray/DVD)

※通常盤の特典CDにはライブ音源を収録。

#### 舞台作品
- 『PLAYZONE 2000 "THEME PARK"』
- 『少年隊 PLAYZONE FINAL 1986〜2008 SHOW TIME Hit Series Change』
- 『KAT-TUN VS 関ジャニ∞ DREAM BOYS』